# Saison 2024 de la ELF
Navigation
Édition précédente Édition suivante
La saison 2024 de la ELF est la 4e de l'histoire de l'European League of Football, une ligue professionnelle de football américain basée en Europe.
Elle met en compétition dix-sept (17) équipes issues de neuf (9) pays.
La finale se disputera à la Veltins-Arena de Gelsenkirchen en Allemagne, le 22 septembre 2024.

## Les équipes
Les équipes participantes à la saison sont les mêmes que lors de la saison précédente, à l'exception des :
- Leipzig Kings ayant dû déclarer forfait au cours de la saison 2023 à la suite de problèmes financiers[2] ;
- Madrid Bravos (en), nouvelle franchise créée en 2023 et qui rejoint la ligue pour la saison 2024[3]. Le nombre d'équipes reste donc à 17[4].
- Helvetic Mercenairies (en), nouvelle franchise créé en 2024[5], qui rejoint la ligue en remplacement des défunts Helvetic Guards ayant cessé leurs activités en 2023[6]. Son entraîneur principal est l'américain Val Gunn (de)[7].

| Conférence | Équipe                    | Stade                                  | Capacité | Ville                 | Début en ELF | Entraîneur principal       |
| ---------- | ------------------------- | -------------------------------------- | -------- | --------------------- | ------------ | -------------------------- |
| Ouest      | Cologne Centurions        | Südstadion                             | 11 748   | Cologne               | 2021         | Gregg Brandon (en)         |
| Ouest      | Cologne Centurions        | New Tivoli (4 matchs)                  | 31 026   | Aix-la-Chapelle       | 2021         | Gregg Brandon (en)         |
| Ouest      | Frankfurt Galaxy          | PSD Bank Arena                         | 12 542   | Francfort             | 2021         | Thomas Kösling (de)        |
| Ouest      | Frankfurt Galaxy          | Sparda-Bank-Hessen-Stadion (1er match) | 20 500   | Offenbach-sur-le-Main | 2021         | Thomas Kösling (de)        |
| Ouest      | Hamburg Sea Devils        | Volkspark Stadion (1 match)            | 57 000   | Hambourg              | 2021         | Matt Johnson               |
| Ouest      | Hamburg Sea Devils        | Wohninvest Weserstadion (1 match)      | 42 100   | Brëme                 | 2021         | Matt Johnson               |
| Ouest      | Hamburg Sea Devils        | Heinz von Heiden Arena (2 matchs)      | 49 200   | Hanovre               | 2021         | Matt Johnson               |
| Ouest      | Hamburg Sea Devils        | Stadion Lohmühle (1 match)             | 17 849   | Lübeck                | 2021         | Matt Johnson               |
| Ouest      | Hamburg Sea Devils        | Stadion Šubićevac (1 match)            | 03 412   | Šibenik               | 2021         | Matt Johnson               |
| Ouest      | Madrid Bravos (en)        | Estadio de Vallehermoso                | 09 000   | Madrid                | 2024         | William "Rip" Scherer (en) |
| Ouest      | Paris Musketeers          | Stade Jean-Bouin                       | 20 000   | Paris                 | 2023         | Marc Mattioli              |
| Ouest      | Rhein Fire                | Schauinsland-Reisen-Arena              | 31 514   | Duisbourg             | 2022         | Jim Tomsula (en)           |
| Ouest      | Rhein Fire                | Niederrheinstadion (1er match)         | 17 165   | Oberhausen            | 2022         | Jim Tomsula (en)           |
|            |                           |                                        |          |                       |              |                            |
| Centrale   | Barcelona Dragons         | Stade olympique de Terrassa            | 04 700   | Reus                  | 2021         | David Shelton              |
| Centrale   | Helvetic Mercenaries (en) | Sportzentrum Kleinfeld                 | 03500    | Kriens                | 2024         | Val Gunn (de)              |
| Centrale   | Helvetic Mercenaries (en) | Stadion Brühl (1er match)              | 10 964   | Granges               | 2024         | Val Gunn (de)              |
| Centrale   | Milano Seamen             | Vélodrome Vigorelli                    | 09 000   | Milan                 | 2023         | Jim Ward                   |
| Centrale   | Munich Ravens             | Sportpark Unterhaching                 | 15 053   | Unterhaching          | 2023         | Kendral Ellison (de)       |
| Centrale   | Munich Ravens             | Max-Morlock-Stadion (1 match)          | 50 000   | Nuremberg             | 2023         | Kendral Ellison (de)       |
| Centrale   | Stuttgart Surge           | Gazi-Stadion                           | 11 410   | Stuttgart             | 2021         | Jordan Neuman (en)         |
| Centrale   | Stuttgart Surge           | Stadion an der Kreuzeiche (2 matchs)   | 15 228   | Reutlingen            | 2021         | Jordan Neuman (en)         |
| Centrale   | Stuttgart Surge           | PreZero Arena (1er match)              | 30 150   | Sinsheim              | 2021         | Jordan Neuman (en)         |
| Centrale   | Raiders Tirol             | Stade Tivoli                           | 16 008   | Innsbruck             | 2022         | Jim Herrmann (en)          |
|            |                           |                                        |          |                       |              |                            |
| Est        | Berlin Thunder            | Friedrich-Ludwig-Jahn-Sportpark        | 19 708   | Berlin                | 2021         | Johnny Schmuck (de)        |
| Est        | Fehérvár Enthroners       | FIRST Field                            | 03 500   | Fehérvár              | 2023         | Joe Ashfield               |
| Est        | Wrocław Panthers          | Stade olympique de Wrocław             | 11 000   | Wrocław               | 2021         | Dave Christensen (en)      |
| Est        | Wrocław Panthers          | Tarczyński Arena (1er match)           | 45 105   | Wrocław               | 2021         | Dave Christensen (en)      |
| Est        | Prague Lions              | FK Viktoria Stadion                    | 05 037   | Prague                | 2023         | Dan Disch (de)             |
| Est        | Vienna Vikings            | Generali Arena (2 matchs)              | 17 500   | Vienne                | 2022         | Chris Calaycay (de)        |
| Est        | Vienna Vikings            | Wiener Neustadt Arena                  | 04 000   | Wiener Neustadt       | 2022         | Chris Calaycay (de)        |

## Résultats et classement

### Saison régulière
| Légende | Légende                         |
| ------- | ------------------------------- |
|         | Victoire de l'équipe à domicile |
|         | Défaite de l'équipe à domicile  |
| Gras    | Score de l'équipe gagnante      |

| A \ H                | Col     | Fra     | Ham     | Par     | Rhein   | Madrid  |         | Bar     | Hel     | Mil     | Mun     | Tyr     | Stu     |         | Ber     | Feh     | Var     | Pra | Vie |
| Cologne Centurions   |         | 35 - 28 | 30 - 23 | 25 - 60 | 09 - 62 | 00 - 37 |         |         |         |         |         |         |         | 51 - 28 |         |         |         |     |     |
| Frankfurt Galaxy     | 37 - 43 |         | 40 - 23 | 22 - 25 | 13 - 48 | 15 - 46 |         |         |         |         |         |         |         |         | 19 - 54 |         |         |     |     |
| Hamburg Sea Devils   | 25 - 32 | 18 - 24 |         | 18 - 41 | 02 - 51 | 09 - 52 |         |         |         |         |         |         |         |         |         | 31 - 21 |         |     |     |
| Paris Musketeers     | 57 - 07 | 44 - 10 | 41 - 14 |         | 06 - 38 | 29 - 13 |         |         |         |         |         |         | 40 - 34 |         |         |         |         |     |     |
| Rhein Fire           | 42 - 12 | 31 - 20 | 61 - 23 | 19 - 14 |         | 40 - 15 |         |         |         |         |         |         | 27 - 24 |         |         |         |         |     |     |
| Madrid Bravos        | 35 - 24 | 20 - 37 | 63 - 13 | 12 - 15 | 22 - 10 |         | 54 - 0  |         |         |         |         |         |         |         |         |         |         |     |     |
|                      |         |         |         |         |         |         |         |         |         |         |         |         |         |         |         |         |         |     |     |
| Barcelona Dragons    |         |         |         |         |         | 12 - 42 |         | 23 - 19 | 36 - 57 | 00 - 90 | 00 - 32 | 00 - 56 |         |         |         |         |         |     |     |
| Helvetic Mercenaries |         |         |         |         |         |         | 12 - 14 |         | 07 - 14 | 23 - 55 | 30 - 69 | 07 - 50 |         |         |         |         | 40 - 49 |     |     |
| Milano Seaman        |         |         |         |         |         |         | 27 - 18 | 10 - 16 |         | 30 - 69 | 00 - 30 | 09 - 55 |         |         |         | 17 - 27 |         |     |     |
| Munich Ravens        |         |         |         |         |         |         | 54 - 0  | 38 - 13 | 47 - 07 |         | 26 - 29 | 05 - 27 |         |         |         | 47 - 14 |         |     |     |
| Tirol Raiders        |         |         |         |         |         |         | 65 - 07 | 33 - 10 | 32 - 0  | 03 - 30 |         | 45 - 42 |         |         |         |         | 06 - 27 |     |     |
| Stuttgart Surge      |         |         |         |         |         |         | 71 - 07 | 61 - 07 | 51 - 18 | 38 - 22 | 30 - 25 |         |         |         | 44 - 34 |         |         |     |     |
|                      |         |         |         |         |         |         |         |         |         |         |         |         |         |         |         |         |         |     |     |
| Berlin Thunder       |         |         |         | 27 - 35 | 17 - 47 |         |         |         |         |         |         |         |         | 47 - 0  | 39 - 49 | 34 - 07 | 20 - 25 |     |     |
| Fehérvár Enthroners  | 10 - 35 |         |         |         |         |         |         |         | 14 - 19 |         |         |         | 03 - 43 |         | 12 - 62 | 38 - 06 | 00 - 46 |     |     |
| Wroclaw Panthers     |         | 10 - 20 |         |         |         |         |         |         |         |         |         | 00 - 40 | 34 - 36 | 44 - 12 |         | 17 - 07 | 25 - 37 |     |     |
| Prague Lions         |         |         | 17 - 27 |         |         |         |         |         |         | 07 - 51 |         |         | 17 - 48 | 23 62   | 03 - 14 |         | 23 - 62 |     |     |
| Vienna Vikings       |         |         |         |         |         |         |         | 49 - 03 |         |         | 27 - 19 |         | 34 - 09 | 43 - 18 | 16 - 13 | 42 - 03 |         |     |     |

#### Détail des matchs
| Date        | Heure | Conf.    | Extérieur                                         | Résultat                                          | Domicile                                          | Stade                                             | Affluence                                         | Réf.                                              |
| ----------- | ----- | -------- | ------------------------------------------------- | ------------------------------------------------- | ------------------------------------------------- | ------------------------------------------------- | ------------------------------------------------- | ------------------------------------------------- |
| Sam. 25 mai | 15h00 | Est      | Vienna Vikings                                    | 43 – 18                                           | Féhervár Enthroners                               | First Field                                       | 01 500                                            | ,                                                 |
| Sam. 25 mai | 18h00 | Centrale | Barcelona Dragons                                 | 23 – 19                                           | Helvetic Mercenaries                              | Brühl Stadion                                     | 01 250                                            | ,                                                 |
| Sam. 25 mai | 19h00 | Centrale | Raiders Tirol                                     | 32 – 0                                            | Milano Seamen                                     | Vélodrome Maspes-Vigorelli                        | 0 800                                             | [ 13 ]                                            |
| Dim. 26 mai | 13h00 | Est      | Berlin Thunder                                    | 29 – 39                                           | Wroclaw Panthers                                  | Tarczyński Arena                                  | 15 128                                            | [ 14 ]                                            |
| Dim. 26 mai | 13h00 | Ouest    | Rhein Fire                                        | 42 – 12                                           | Cologne Centurions                                | New Tivoli                                        | 08 558                                            | [ 15 ]                                            |
| Dim. 26 mai | 14h30 | IC       | Hamburg Sea Devils                                | 31 – 21                                           | Prague Lions                                      | FK Viktoria Stadion                               | 01 075                                            | [ 16 ]                                            |
| Dim. 26 mai | 16h25 | Centrale | Munich Ravens                                     | 05 – 27                                           | Stuttgart Surge                                   | PreZero Arena                                     | 08 432                                            | [ 17 ]                                            |
| Bye         | Bye   | Bye      | Frankfurt Galaxy, Madrid Bravos, Paris Musketeers | Frankfurt Galaxy, Madrid Bravos, Paris Musketeers | Frankfurt Galaxy, Madrid Bravos, Paris Musketeers | Frankfurt Galaxy, Madrid Bravos, Paris Musketeers | Frankfurt Galaxy, Madrid Bravos, Paris Musketeers | Frankfurt Galaxy, Madrid Bravos, Paris Musketeers |

| Date          | Heure | Conf.    | Extérieur            | Résultat             | Domicile             | Stade                           | Affluence            | Réf.                 |
| ------------- | ----- | -------- | -------------------- | -------------------- | -------------------- | ------------------------------- | -------------------- | -------------------- |
| Sam. 1er juin | 17h00 | IC       | Stuttgart Surge      | 44 – 34              | Wroclaw Panthers     | Stade olympique de Wrocław      | 4 324                | ,                    |
| Sam. 1er juin | 17h30 | IC       | Barcelona Dragons    | 12 – 42              | Madrid Bravos        | Estadio de Vallehermoso         | 02 071               | ,                    |
| Sam. 1er juin | 18h00 | IC       | Raiders Tirol        | 06 – 27              | Vienna Vikings       | Generali Arena                  | 10 919               | ,                    |
| Sam. 1er juin | 19h00 | Centrale | Munich Ravens        | 47 – 07              | Milano Seamen        | Vélodrome Maspes-Vigorelli      | 0 650                | ,                    |
| Dim. 2 juin   | 13h00 | Est      | Prague Lions         | 17 – 48              | Berlin Thunder       | Friedrich-Ludwig-Jahn-Sportpark | 03 758               | ,                    |
| Dim. 2 juin   | 13h00 | Ouest    | Paris Musketeers     | 41 – 14              | Hamburg Sea Devils   | Weserstadion                    | 13 834               | ,                    |
| Dim. 2 juin   | 13h00 | IC       | Féhervár Enthroners  | 08 – 37              | Cologne Centurions   | New Tivoli                      | 0 1 608              | ,                    |
|               | 16h25 | Ouest    | Rhein Fire           | 31 – 20              | Frankfurt Galaxy     | Sparda-Bank-Hessen-Stadion      | 13 586               | ,                    |
| Bye           | Bye   | Bye      | Helvetic Mercenaries | Helvetic Mercenaries | Helvetic Mercenaries | Helvetic Mercenaries            | Helvetic Mercenaries | Helvetic Mercenaries |

| Date        | Heure | Conf.    | Extérieur                                               | Résultat                                                | Domicile                                                | Stade                                                   | Affluence                                               | Réf.                                                    |
| ----------- | ----- | -------- | ------------------------------------------------------- | ------------------------------------------------------- | ------------------------------------------------------- | ------------------------------------------------------- | ------------------------------------------------------- | ------------------------------------------------------- |
| Sam. 8 juin | 13h00 | Ouest    | Madrid Bravos                                           | 22 – 10                                                 | Rhein Fire                                              | Niederrheinstadion                                      | 8 146                                                   | [ 35 ]                                                  |
| Sam. 8 juin | 18h00 | Centrale | Raiders Tirol                                           | 63 – 07                                                 | Barcelona Dragons                                       | Estadi Municipal de Badalona                            | 1 122                                                   | [ 36 ]                                                  |
| Sam. 8 juin | 19h00 | Centrale | Helvetic Mercenaries                                    | 07 – 14                                                 | Milano Seamen                                           | Vélodrome Maspes-Vigorelli                              | 1 000                                                   | [ 37 ]                                                  |
| Dim 9 juin  | 13h00 | Ouest    | Frankfurt Galaxy                                        | 22 – 25                                                 | Paris Musketeers                                        | Stade Jean-Bouin                                        | 4 523                                                   | [ 38 ]                                                  |
| Dim 9 juin  | 13h00 | Est      | Féhervár Enthroners                                     | 03 – 43                                                 | Berlin Thunder                                          | Friedrich-Ludwig-Jahn-Sportpark                         | 3 038                                                   | [ 39 ]                                                  |
| Dim 9 juin  | 13h00 | Est      | Vienna Vikings                                          | 16 – 13                                                 | Wroclaw Panthers                                        | Stade olympique de Wrocław                              | 4 658                                                   | [ 40 ]                                                  |
| Dim 9 juin  | 16h25 | IC       | Prague Lions                                            | 07 – 51                                                 | Munich Ravens                                           | Alpenbauer Sportpark                                    | 3 944                                                   | [ 41 ]                                                  |
| Bye         | Bye   | Bye      | Cologne Centurions, Hamburg Sea Devils, Stuttgart Surge | Cologne Centurions, Hamburg Sea Devils, Stuttgart Surge | Cologne Centurions, Hamburg Sea Devils, Stuttgart Surge | Cologne Centurions, Hamburg Sea Devils, Stuttgart Surge | Cologne Centurions, Hamburg Sea Devils, Stuttgart Surge | Cologne Centurions, Hamburg Sea Devils, Stuttgart Surge |

| Date         | Heure | Conf.    | Extérieur            | Résultat            | Domicile            | Stade                        | Affluence           | Réf.                |
| ------------ | ----- | -------- | -------------------- | ------------------- | ------------------- | ---------------------------- | ------------------- | ------------------- |
| Sam. 15 juin | 16h00 | Ouest    | Rhein Fire           | 19 – 14             | Paris Musketeers    | Stade Jean-Bouin             | 3 000               | ,                   |
| Sam. 15 juin | 17h00 | Ouest    | Madrid Bravos        | 35 – 24             | Cologne Centurions  | New Tivoli                   | 1 798               | ,                   |
| Sam. 15 juin | 18h00 | Est      | Berlin Thunder       | 20 – 25             | Vienna Vikings      | Vienna Arena                 | 9 014               | ,                   |
| Sam. 15 juin | 18h00 | Centrale | Helvetic Mercenaries | 12 – 14             | Barcelona Dragons   | Estadi Municipal de Badalona | 0 500               | ,                   |
| Dim 16 juin  | 13h00 | IC       | Wroclaw Panthers     | 10 – 20             | Frankfurt Galaxy    | PSD Bank Arena               | 5 297               | ,                   |
| Dim 16 juin  | 13h00 | Centrale | Milano Seamen        | 09 – 55             | Stuttgart Surge     | Stadion Kreuzeiche           | 2 970               | ,                   |
| Dim 16 juin  | 16h25 | Centrale | Munich Ravens        | 26 – 29             | Raiders Tirol       | Tivoli Stadion Tirol         | 4 000               | ,                   |
| Dim 16 juin  | 16h25 | IC       | Prague Lions         | 17 – 27             | Hamburg Sea Devils  | Lohmülhe Stadion             | 3 104               | ,                   |
| Bye          | Bye   | Bye      | Féhervár Enthroners  | Féhervár Enthroners | Féhervár Enthroners | Féhervár Enthroners          | Féhervár Enthroners | Féhervár Enthroners |

| Date         | Heure | Conf.    | Extérieur                                                                                 | Résultat                                                                                  | Domicile                                                                                  | Stade                                                                                     | Affluence                                                                                 | Réf.                                                                                      |
| ------------ | ----- | -------- | ----------------------------------------------------------------------------------------- | ----------------------------------------------------------------------------------------- | ----------------------------------------------------------------------------------------- | ----------------------------------------------------------------------------------------- | ----------------------------------------------------------------------------------------- | ----------------------------------------------------------------------------------------- |
| Sam. 22 juin | 18h00 | Centrale | Milano Seamen                                                                             | 27 – 18                                                                                   | Barcelona Dragons                                                                         | Estadi Municipal de Badalona                                                              | 0550                                                                                      | ,                                                                                         |
| Sam. 22 juin | 18h00 | Centrale | Raiders Tirol                                                                             | 33 – 10                                                                                   | Helvetic Mercenaries                                                                      | Sportzentrum Kleinfeld                                                                    | 01 000                                                                                    | ,                                                                                         |
| Sam. 22 juin | 19h00 | Centrale | Stuttgart Surge                                                                           | 38 – 22                                                                                   | Munich Ravens                                                                             | Max-Morlock-Stadion                                                                       | 10 822                                                                                    | ,                                                                                         |
| Dim. 23 juin | 13h00 | Est      | Vienna Vikings                                                                            | 42 – 03                                                                                   | Prague Lions                                                                              | Atletický stadion SK Slavia                                                               | 0752                                                                                      | [ 64 ]                                                                                    |
| Dim. 23 juin | 13h00 | Est      | Wroclaw Panthers                                                                          | 44 – 12                                                                                   | Féhervár Enthroners                                                                       | First Field                                                                               | 02 000                                                                                    | [ 65 ]                                                                                    |
| Dim. 23 juin | 16h25 | IC       | Rhein Fire                                                                                | 27 – 24                                                                                   | Berlin Thunder                                                                            | Friedrich-Ludwig-Jahn-Sportpark                                                           | 04 759                                                                                    | [ 66 ]                                                                                    |
| Bye          | Bye   | Bye      | Cologne Centurions, Frankfurt Galaxy, Hamburg Sea Devils, Madrid Bravos, Paris Musketeers | Cologne Centurions, Frankfurt Galaxy, Hamburg Sea Devils, Madrid Bravos, Paris Musketeers | Cologne Centurions, Frankfurt Galaxy, Hamburg Sea Devils, Madrid Bravos, Paris Musketeers | Cologne Centurions, Frankfurt Galaxy, Hamburg Sea Devils, Madrid Bravos, Paris Musketeers | Cologne Centurions, Frankfurt Galaxy, Hamburg Sea Devils, Madrid Bravos, Paris Musketeers | Cologne Centurions, Frankfurt Galaxy, Hamburg Sea Devils, Madrid Bravos, Paris Musketeers |

| Date         | Heure | Conf.    | Extérieur            | Résultat      | Domicile         | Stade                      | Affluence     | Réf.          |
| ------------ | ----- | -------- | -------------------- | ------------- | ---------------- | -------------------------- | ------------- | ------------- |
| Sam. 29 juin | 18h00 | Centrale | Barcelona Dragons    | 00 – 32       | Raiders Tirol    | Tivoli Stadion Tirol       | 2 939         | [ 67 ]        |
| Sam. 29 juin | 18h00 | Est      | Wroclaw Panthers     | 25 – 37       | Vienna Vikings   | Wiener Neustadt Arena      | 2 795         | [ 68 ]        |
| Sam. 29 juin | 19h00 | Ouest    | Rhein Fire           | 40 – 15       | Madrid Bravos    | Estadio de Vallehermoso    | 1 946         | [ 69 ]        |
| Sam. 29 juin | 19h00 | IC       | Féhervár Enthroners  | 14 – 19       | Milano Seamen    | Velodromo Maspes-Vigorelli | 0 500         | [ 70 ]        |
| Dim. 30 juin | 13h00 | Centrale | Helvetic Mercenaries | 07 – 50       | Stuttgart Surge  | Stadion an der Kreuzeiche  | 3 207         | [ 71 ]        |
| Dim. 30 juin | 13h00 | Ouest    | Cologne Centurions   | 25 – 60       | Paris Musketeers | Stade Jean-Bouin           | 3 500         | [ 72 ]        |
| Dim. 30 juin | 16h25 | Est      | Berlin Thunder       | 34 – 07       | Prague Lions     | Městský stadion            | 0 467         | [ 73 ]        |
| Dim. 30 juin | 16h25 | Ouest    | Hamburg Sea Devils   | 18 – 24       | Frankfurt Galaxy | PSD Bank Arena             | 5 862         | [ 74 ]        |
| Bye          | Bye   | Bye      | Munich Ravens        | Munich Ravens | Munich Ravens    | Munich Ravens              | Munich Ravens | Munich Ravens |

| Date           | Heure          | Conf.    | Extérieur          | Résultat        | Domicile             | Stade                        | Affluence       | Réf.            |
| -------------- | -------------- | -------- | ------------------ | --------------- | -------------------- | ---------------------------- | --------------- | --------------- |
| Sam. 6 juillet | Sam. 6 juillet | Est      | Berlin Thunder     | 47 – 0          | Féhervár Enthroners  | First Field                  | 01 200          | [ 75 ]          |
| Sam. 6 juillet | Sam. 6 juillet | IC       | Vienna Vikings     | 27 – 19         | Raiders Tirol        | Tivoli Stadion Tirol         | 03 624          | [ 76 ]          |
| Sam. 6 juillet | Sam. 6 juillet | Centrale | Munich Ravens      | 54 – 0          | Barcelona Dragons    | Estadi Municipal de Badalona | 0 750           | [ 77 ]          |
| Sam. 6 juillet | Sam. 6 juillet | Centrale | Milano Seamen      | 10 – 16         | Helvetic Mercenaries | Sportzentrum Kleinfeld       | 0 753           | [ 78 ]          |
| Sam. 6 juillet | Sam. 6 juillet | Ouest    | Frankfurt Galaxy   | 15 – 46         | Madrid Bravos        | Estadio Vallehermoso         | 01 102          | [ 79 ]          |
| Dim. 7 juillet | Dim. 7 juillet | Ouest    | Hamburg Sea Devils | 18 – 41         | Paris Musketeers     | Stade Jean-Bouin             | 03 500          | [ 80 ]          |
| Dim. 7 juillet | Dim. 7 juillet | Est      | Prague Lions       | 03 – 14         | Wroclaw Panthers     | Stade olympique de Wrocław   | 04 447          | [ 81 ]          |
| Dim. 7 juillet | Dim. 7 juillet | Ouest    | Cologne Centurions | 09 – 62         | Rhein Fire           | Schauinsland-Reisen-Arena    | 13 097          | [ 82 ]          |
| Bye            | Bye            | Bye      | Stuttgart Surge    | Stuttgart Surge | Stuttgart Surge      | Stuttgart Surge              | Stuttgart Surge | Stuttgart Surge |

| Date            | Heure           | Conf.    | Extérieur                                      | Résultat                                       | Domicile                                       | Stade                                          | Affluence                                      | Réf.                                           |
| --------------- | --------------- | -------- | ---------------------------------------------- | ---------------------------------------------- | ---------------------------------------------- | ---------------------------------------------- | ---------------------------------------------- | ---------------------------------------------- |
| Sam. 13 juillet | Sam. 13 juillet | Est      | Féhervár Enthroners                            | 38 – 06                                        | Prague Lions                                   | Atleticky Stadion SK Slavia                    | 0 647                                          | [ 83 ]                                         |
| Sam. 13 juillet | Sam. 13 juillet | Ouest    | Cologne Centurions                             | 35 – 28                                        | Frankfurt Galaxy                               | PSD-Bank Arena                                 | 05 594                                         | [ 84 ]                                         |
| Sam. 13 juillet | Sam. 13 juillet | IC       | Helvetic Mercenaries                           | 40 – 49                                        | Vienna Vikings                                 | Wiener Neustadt ERGO Arena                     | 03 007                                         | [ 85 ]                                         |
| Sam. 13 juillet | Sam. 13 juillet | IC       | Madrid Bravos                                  | 54 – 0                                         | Barcelona Dragons                              | Estadi Municipal de Badalona                   | 01 918                                         | [ 86 ]                                         |
| Dim. 14 juillet | Dim. 14 juillet | IC       | Berlin Thunder                                 | 27 – 35                                        | Paris Musketeers                               | Stade Jean-Bouin                               | 03 200                                         | [ 87 ]                                         |
| Dim. 14 juillet | Dim. 14 juillet | Ouest    | Rhein Fire                                     | 61 – 23                                        | Hamburg Sea Devils                             | Volksparkstadion                               | 25 336                                         | [ 88 ]                                         |
| Dim. 14 juillet | Dim. 14 juillet | Centrale | Stuttgart Surge                                | 30 – 25                                        | Raiders Tirol                                  | Tivoli Stadion Tirol                           | 03 112                                         | [ 89 ]                                         |
| Bye             | Bye             | Bye      | Milano Seamen, Munich Ravens, Wroclaw Panthers | Milano Seamen, Munich Ravens, Wroclaw Panthers | Milano Seamen, Munich Ravens, Wroclaw Panthers | Milano Seamen, Munich Ravens, Wroclaw Panthers | Milano Seamen, Munich Ravens, Wroclaw Panthers | Milano Seamen, Munich Ravens, Wroclaw Panthers |

| Date            | Heure           | Conf.    | Extérieur                                      | Résultat                                       | Domicile                                       | Stade                                          | Affluence                                      | Réf.                                           |
| --------------- | --------------- | -------- | ---------------------------------------------- | ---------------------------------------------- | ---------------------------------------------- | ---------------------------------------------- | ---------------------------------------------- | ---------------------------------------------- |
| Sam. 20 juillet | Sam. 20 juillet | IC       | Milano Seamen                                  | 17 – 27                                        | Féhervár Enthroners                            | First Field                                    | 01 800                                         | [ 90 ]                                         |
| Dim. 21 juillet | Dim. 21 juillet | Est      | Vienna Vikings                                 | 34 – 09                                        | Berlin Thunder                                 | Friedrich-Ludwig-Jahn-Sportpark                | 03 740                                         | [ 91 ]                                         |
| Dim. 21 juillet | Dim. 21 juillet | Ouest    | Paris Musketeers                               | 29 – 13                                        | Madrid Bravos                                  | Estadio Vallehermoso                           | 0 983                                          | [ 92 ]                                         |
| Dim. 21 juillet | Dim. 21 juillet | IC       | Panthers Wroclaw                               | 00 – 40                                        | Stuttgart Surge                                | Gazi-Stadion                                   | 04 023                                         | [ 93 ]                                         |
| Dim. 21 juillet | Dim. 21 juillet | Centrale | Helvetic Mercenaries                           | 23 – 55                                        | Munich Ravens                                  | Uhlsport Park                                  | 03 327                                         | [ 94 ]                                         |
| Dim. 21 juillet | Dim. 21 juillet | Ouest    | Frankfurt Galaxy                               | 13 – 48                                        | Rhein Fire                                     | Schauinsland-Reisen-Arena                      | 13 473                                         | [ 95 ]                                         |
| Dim. 21 juillet | Dim. 21 juillet | Ouest    | Hamburg Sea Devils                             | 25 – 32                                        | Cologne Centurions                             | New Tivoli                                     | 02 198                                         | [ 96 ]                                         |
| Bye             | Bye             | Bye      | Barcelona Dragons, Raiders Tirol, Prague Lions | Barcelona Dragons, Raiders Tirol, Prague Lions | Barcelona Dragons, Raiders Tirol, Prague Lions | Barcelona Dragons, Raiders Tirol, Prague Lions | Barcelona Dragons, Raiders Tirol, Prague Lions | Barcelona Dragons, Raiders Tirol, Prague Lions |

| Date            | Heure           | Conf.    | Extérieur            | Résultat       | Domicile           | Stade                        | Affluence      | Réf.           |
| --------------- | --------------- | -------- | -------------------- | -------------- | ------------------ | ---------------------------- | -------------- | -------------- |
| Sam. 27 juillet | Sam. 27 juillet | Est      | Féhervár Enthroners  | 12 – 62        | Wrocław Panthers   | Stade olympique de Wrocław   | 2 346          | [ 97 ]         |
| Sam. 27 juillet | Sam. 27 juillet | Est      | Prague Lions         | 23 – 62        | Vienna Vikings     | Wiener Neustadt Arena        | 3 274          | [ 98 ]         |
| Sam. 27 juillet | Sam. 27 juillet | Centrale | Stuttgart Surge      | 71 – 07        | Barcelona Dragons  | Estadi Municipal de Badalona | 0 684          | [ 99 ]         |
| Sam. 27 juillet | Sam. 27 juillet | Ouest    | Cologne Centurions   | 00 – 37        | Madrid Bravos      | Estadio Vallehermoso         | 0 954          | [ 100 ]        |
| Dim. 28 juillet | Dim. 28 juillet | Ouest    | Paris Musketeers     | 06 – 38        | Rhein Fire         | Schauinsland-Reisen-Arena    | 10 324         | [ 101 ]        |
| Dim. 28 juillet | Dim. 28 juillet | Centrale | Milano Seamen        | 30 – 69        | Munich Ravens      | Uhlsport Park                | 3 617          | [ 102 ]        |
| Dim. 28 juillet | Dim. 28 juillet | Centrale | Helvetic Mercenaries | 28 – 42        | Raiders Tirol      | Tivoli Stadion Tirol         | 2 721          | [ 103 ]        |
| Dim. 28 juillet | Dim. 28 juillet | Ouest    | Frankfurt Galaxy     | 40 – 23        | Hamburg Sea Devils | Heinz von Heiden Arena       | 8 348          | [ 104 ]        |
| Bye             | Bye             | Bye      | Berlin Thunder       | Berlin Thunder | Berlin Thunder     | Berlin Thunder               | Berlin Thunder | Berlin Thunder |

| Date        | Heure       | Conf.                                                                               | Extérieur                                                                           | Résultat                                                                            | Domicile                                                                            | Stade                                                                               | Affluence                                                                           | Réf.                                                                                |
| ----------- | ----------- | ----------------------------------------------------------------------------------- | ----------------------------------------------------------------------------------- | ----------------------------------------------------------------------------------- | ----------------------------------------------------------------------------------- | ----------------------------------------------------------------------------------- | ----------------------------------------------------------------------------------- | ----------------------------------------------------------------------------------- |
| Sam. 3 août | Sam. 3 août | IC                                                                                  | Vienna Vikings                                                                      | 49 – 03                                                                             | Helvetic Mercenaries                                                                | Sportzentrum Kleinfeld                                                              | 1 205                                                                               | [ 105 ]                                                                             |
| Sam. 3 août | Sam. 3 août | Ouest                                                                               | Hamburg Sea Devils                                                                  | 09 – 52                                                                             | Madrid Bravos                                                                       | Estadio de Vallehermoso                                                             | 1 304                                                                               | [ 106 ]                                                                             |
| Sam. 3 août | Sam. 3 août | Centrale                                                                            | Stuttgart Surge                                                                     | 51 – 18                                                                             | Milano Seamen                                                                       | Velodromo Maspes-Vigorelli                                                          | 0 644                                                                               | [ 107 ]                                                                             |
| Dim. 4 août | Dim. 4 août | Ouest                                                                               | Frankfurt Galaxy                                                                    | 37 – 43                                                                             | Cologne Centurions                                                                  | Südstadion                                                                          | 1 501                                                                               | [ 108 ]                                                                             |
| Dim. 4 août | Dim. 4 août | IC                                                                                  | Paris Musketeers                                                                    | 40 – 37                                                                             | Berlin Thunder                                                                      | Friedrich-Ludwig-Jahn-Sportpark                                                     | 2 710                                                                               | [ 109 ]                                                                             |
| Dim. 4 août | Dim. 4 août | IC                                                                                  | Munich Ravens                                                                       | 47 – 14                                                                             | Prague Lions                                                                        | Atleticky Stadion SK Slavia Praha                                                   | 0 419                                                                               | [ 110 ]                                                                             |
| Bye         | Bye         | Rhein Fire, Raiders Tirol, Barcelona Dragons, Féhervár Enthroners, Panthers Wroclaw | Rhein Fire, Raiders Tirol, Barcelona Dragons, Féhervár Enthroners, Panthers Wroclaw | Rhein Fire, Raiders Tirol, Barcelona Dragons, Féhervár Enthroners, Panthers Wroclaw | Rhein Fire, Raiders Tirol, Barcelona Dragons, Féhervár Enthroners, Panthers Wroclaw | Rhein Fire, Raiders Tirol, Barcelona Dragons, Féhervár Enthroners, Panthers Wroclaw | Rhein Fire, Raiders Tirol, Barcelona Dragons, Féhervár Enthroners, Panthers Wroclaw | Rhein Fire, Raiders Tirol, Barcelona Dragons, Féhervár Enthroners, Panthers Wroclaw |

| Date         | Heure        | Conf.                                               | Extérieur                                           | Résultat                                            | Domicile                                            | Stade                                               | Affluence                                           | Réf.                                                |
| ------------ | ------------ | --------------------------------------------------- | --------------------------------------------------- | --------------------------------------------------- | --------------------------------------------------- | --------------------------------------------------- | --------------------------------------------------- | --------------------------------------------------- |
| Sam. 10 août | Sam. 10 août | Est                                                 | Prague Lions                                        | 09 – 06                                             | Féhervár Enthroners                                 | First Field                                         | 1 600                                               | [ 111 ]                                             |
| Sam. 10 août | Sam. 10 août | Ouest                                               | Madrid Bravos                                       | 20 – 37                                             | Frankfurt Galaxy                                    | PSD Bank Arena                                      | 5 222                                               | [ 112 ]                                             |
| Dim. 11 août | Dim. 11 août | Centrale                                            | Raiders Tirol                                       | 45 – 42                                             | Stuttgart Surge                                     | Gazi-Stadion auf der Waldau                         | 4 028                                               | [ 113 ]                                             |
| Dim. 11 août | Dim. 11 août | Ouest                                               | Paris Musketeers                                    | 57 – 07                                             | Cologne Centurions                                  | Südstadion                                          | 0 748                                               | [ 114 ]                                             |
| Dim. 11 août | Dim. 11 août | Centrale                                            | Barcelona Dragons                                   | 00 – 90                                             | Munich Ravens                                       | Uhlsport Park                                       | 3 488                                               | [ 115 ]                                             |
| Dim. 11 août | Dim. 11 août | Est                                                 | Panthers Wroclaw                                    | 34 – 36                                             | Berlin Thunder                                      | Friedrich-Ludwig-Jahn-Sportpark                     | 2 731                                               | [ 116 ]                                             |
| Dim. 11 août | Dim. 11 août | Ouest                                               | Hamburg Sea Devils                                  | 02 – 51                                             | Rhein Fire                                          | Schauinsland-Reisen-Arena                           | 10 734                                              | [ 117 ]                                             |
| Bye          | Bye          | Milano Seamen, Helvetic Mercenaries, Vienna Vikings | Milano Seamen, Helvetic Mercenaries, Vienna Vikings | Milano Seamen, Helvetic Mercenaries, Vienna Vikings | Milano Seamen, Helvetic Mercenaries, Vienna Vikings | Milano Seamen, Helvetic Mercenaries, Vienna Vikings | Milano Seamen, Helvetic Mercenaries, Vienna Vikings | Milano Seamen, Helvetic Mercenaries, Vienna Vikings |

| Date         | Heure | Conf.        | Extérieur           | Résultat     | Domicile             | Stade                       | Affluence    | Réf.         |
| ------------ | ----- | ------------ | ------------------- | ------------ | -------------------- | --------------------------- | ------------ | ------------ |
| Sam. 17 août | 16h00 | Ouest        | Madrid Bravos       | 12 AP 15     | Paris Musketeers     | Stade Jean-Bouin            | 03 000       | [ 118 ]      |
| Sam. 17 août | 18h00 | Centrale     | Milano Seamen       | 00 – 30      | Raiders Tirol        | Tivoli Stadion Tirol        | 03 815       | [ 119 ]      |
| Sam. 17 août | 18h00 | Est          | Féhervár Enthroners | 00 – 46      | Vienna Vikings       | Wiener Neustadt Arena       | 03 189       | [ 120 ]      |
| Sam. 17 août | 18h00 | Centrale     | Munich Ravens       | 38 – 13      | Helvetic Mercenaries | Sportzentrum Kleinfeld      | 0 946        | [ 121 ]      |
| Dim. 18 août | 13h00 | IC           | Frankfurt Galaxy    | 19 – 54      | Wroclaw Panthers     | Stadion Olimpijski          | 05 049       | [ 122 ]      |
| Dim. 18 août | 13h00 | Centrale     | Barcelona Dragons   | 00 – 56      | Stuttgart Surge      | Gazi-Stadion auf der Waldau | 02 846       | [ 123 ]      |
| Dim. 18 août | 16h25 | Ouest        | Cologne Centurions  | 30 – 23      | Hamburg Sea Devils   | Eilenriedestadion           | 2 479        | [ 124 ]      |
| Dim. 18 août | 16h25 | Ouest        | Berlin Thunder      | 17 – 47      | Rhein Fire           | Schauinsland-Reisen-Arena   | 12 580       | [ 125 ]      |
| Bye          | Bye   | Prague Lions | Prague Lions        | Prague Lions | Prague Lions         | Prague Lions                | Prague Lions | Prague Lions |

| Date         | Heure | Conf.                                      | Extérieur                                  | Résultat                                   | Domicile                                   | Stade                                      | Affluence                                  | Réf.                                       |
| ------------ | ----- | ------------------------------------------ | ------------------------------------------ | ------------------------------------------ | ------------------------------------------ | ------------------------------------------ | ------------------------------------------ | ------------------------------------------ |
| Sam. 24 août | 15h00 | IC                                         | Cologne Centurions                         | 57 – 28                                    | Féhervár Enthroners                        | First Field                                | 1 200                                      | [ 126 ]                                    |
| Sam. 24 août | 18h00 | Ouest                                      | Madrid Bravos                              | 63 – 13                                    | Hamburg Sea Devils                         | Stadion Šubićevac                          | 2 532                                      | [ 127 ]                                    |
| Sam. 24 août | 18h00 | Centrale                                   | Stuttgart Surge                            | 61 – 07                                    | Helvetic Mercenaries                       | Sportzentrum Kleinfeld                     | 1 011                                      | [ 128 ]                                    |
| Sam. 24 août | 19h00 | Centrale                                   | Barcelona Dragons                          | 36 – 57                                    | Milano Seamen                              | Velodromo Maspes-Vigorelli                 | 0 650                                      | [ 129 ]                                    |
| Dim 25 août  | 13h00 | Ouest                                      | Paris Musketeers                           | 44 – 10                                    | Frankfurt Galaxy                           | PSD Bank Arena                             | 7 025                                      | [ 130 ]                                    |
| Dim 25 août  | 13h00 | Est                                        | Wroclaw Panthers                           | 17 – 07                                    | Prague Lions                               | Atleticky Stadion SK Slavia Praha          | 0 470                                      | [ 131 ]                                    |
| Dim 25 août  | 16h25 | Centrale                                   | Raiders Tirol                              | 03 – 30                                    | Munich Ravens                              | Uhlsport Park                              | 5 012                                      | [ 132 ]                                    |
| Bye          | Bye   | Rhein Fire, Berlin Thunder, Vienna Vikings | Rhein Fire, Berlin Thunder, Vienna Vikings | Rhein Fire, Berlin Thunder, Vienna Vikings | Rhein Fire, Berlin Thunder, Vienna Vikings | Rhein Fire, Berlin Thunder, Vienna Vikings | Rhein Fire, Berlin Thunder, Vienna Vikings | Rhein Fire, Berlin Thunder, Vienna Vikings |

### Classements de la saison régulière
| Conférence Ouest |                    |        |        |        |        |        |        |        |        |        |                                        |
| N°               | Équipe             | Matchs | Matchs | Matchs | Matchs | Bilan  | Bilan  | Points | Points | Points | Phase finale                           |
| N°               | Équipe             | Nb     | G      | P      | N      | Conf.  | Global | +      | -      | ≠      | Phase finale                           |
| 1                | Rhein Fire         | 12     | 11     | 1      | 0      | 9 - 1  | 11 - 1 | 476    | 174    | +302   | Qualifié - Champion de conférence (#3} |
| 2                | Paris Musketeers   | 12     | 10     | 2      | 0      | 8 - 2  | 10 - 2 | 407    | 242    | +165   | Qualifié playoffs (#4)                 |
| 3                | Madrid Bravos      | 12     | 8      | 4      | 0      | 6 - 4  | 8 - 4  | 411    | 204    | +207   | Qualifié playoffs (#6)                 |
| 4                | Cologne Centurions | 12     | 6      | 6      | 0      | 4 - 6  | 6 - 6  | 303    | 444    | -141   | Éliminé                                |
| 5                | Frankfurt Galaxy   | 12     | 4      | 8      | 0      | 3 - 7  | 4 - 8  | 285    | 397    | -112   | Éliminé                                |
| 6                | Hamburg Sea Devils | 12     | 2      | 10     | 0      | 0 - 10 | 2 - 10 | 226    | 473    | -247   | Éliminé                                |

| Conférence Centrale |                      |        |        |        |        |       |        |        |        |        |                                        |
| N°                  | Équipe               | Matchs | Matchs | Matchs | Matchs | Bilan | Bilan  | Points | Points | Points | Phase finale                           |
| N°                  | Équipe               | Nb     | G      | P      | N      | Conf. | Global | +      | -      | ≠      | Phase finale                           |
| 1                   | Stuttgart Surge      | 12     | 11     | 1      | 0      | 9 - 1 | 11 - 1 | 565    | 179    | +386   | Qualifié - Champion de conférence (#2) |
| 2                   | Munich Ravens        | 12     | 9      | 3      | 0      | 7 - 3 | 9 - 3  | 534    | 191    | +343   | Qualifié playoffs (#5)                 |
| 3                   | Raiders Tirol        | 12     | 8      | 4      | 0      | 8 - 2 | 8 - 4  | 359    | 227    | +132   | Éliminé                                |
| 4                   | Milano Seamen        | 12     | 4      | 8      | 0      | 3 - 7 | 4 - 8  | 208    | 402    | -194   | Éliminé                                |
| 5                   | Barcelona Dragons    | 12     | 2      | 10     | 0      | 2 - 8 | 2 - 10 | 117    | 577    | -460   | Éliminé                                |
| 6                   | Helvetic Mercenaries | 12     | 1      | 11     | 0      | 1 - 9 | 1 - 11 | 185    | 438    | -253   | Éliminé                                |

| Conférence Est |                     |        |        |        |        |       |        |        |        |        |                                        |
| N°             | Équipe              | Matchs | Matchs | Matchs | Matchs | Bilan | Bilan  | Points | Points | Points | Phase finale                           |
| N°             | Équipe              | Nb     | G      | P      | N      | Conf. | Global | +      | -      | ≠      | Phase finale                           |
| 1              | Vienna Vikings      | 12     | 12     | 0      | 0      | 8 - 0 | 12 - 0 | 457    | 179    | +278   | Qualifié - Champion de conférence (#1) |
| 2              | Wrocław Panthers    | 12     | 6      | 6      | 0      | 5 - 3 | 6 - 6  | 356    | 285    | + 71   | Éliminé                                |
| 3              | Berlin Thunder      | 12     | 5      | 7      | 0      | 5 - 3 | 5 - 7  | 378    | 318    | + 60   | Éliminé                                |
| 4              | Fehérvár Enthroners | 12     | 2      | 10     | 0      | 1 - 7 | 2- 10  | 168    | 422    | -254   | Éliminé                                |
| 5              | Prague Lions        | 12     | 1      | 11     | 0      | 1 - 7 | 1 - 11 | 134    | 417    | -283   | Éliminé                                |

### Classement global
| #                        | Équipe               | Conférence | G  | P  | %    | Bilan en Conf. | ≠    | Série |
| ------------------------ | -------------------- | ---------- | -- | -- | ---- | -------------- | ---- | ----- |
| Vainqueurs de conférence |                      |            |    |    |      |                |      |       |
| 1                        | Vienna Vikings       | Est        | 12 | 0  | 100  | 8–0            | +278 | 12V   |
| 2                        | Stuttgart Surge      | Centrale   | 11 | 1  | 91,7 | 9–1            | +286 | 02V   |
| 3                        | Rhein Fire           | Ouest      | 11 | 1  | 91,7 | 9–1            | +302 | 09V   |
| Wild cards               |                      |            |    |    |      |                |      |       |
| 4                        | Paris Musketeers     | Ouest      | 10 | 2  | 83,3 | 8–2            | +165 | 04V   |
| 5                        | Munich Ravens        | Centrale   | 9  | 3  | 75,0 | 7–3            | +343 | 07V   |
| 6                        | Madrid Bravos        | Est        | 8  | 4  | 66,7 | 6–4            | +207 | 01V   |
| Éliminés                 |                      |            |    |    |      |                |      |       |
| 7                        | Raiders Tirol        | Centrale   | 8  | 4  | 66,7 | 8–2            | +132 | 01D   |
| 8                        | Wrocław Panthers     | Est        | 6  | 6  | 50,0 | 5–3            | +071 | 02V   |
| 9                        | Cologne Centurions   | Ouest      | 6  | 6  | 50,0 | 4–6            | –141 | 02V   |
| 10                       | Berlin Thunder       | Est        | 5  | 7  | 41,7 | 5–3            | +060 | 01D   |
| 11                       | Frankfurt Galaxy     | Ouest      | 4  | 8  | 33,3 | 3–7            | –112 | 02D   |
| 12                       | Milano Seamen        | Centrale   | 4  | 8  | 33,3 | 3–7            | –194 | 01V   |
| 13                       | Hamburg Sea Devils   | Ouest      | 2  | 10 | 16,7 | 0–10           | –247 | 09D   |
| 14                       | Fehérvár Enthroners  | Est        | 2  | 10 | 16,7 | 1–7            | –254 | 04D   |
| 15                       | Barcelona Dragons    | Centrale   | 2  | 10 | 16,7 | 2–8            | –460 | 08D   |
| 16                       | Helvetic Mercenaries | Centrale   | 1  | 11 | 08,3 | 1–9            | –253 | 06D   |
| 17                       | Prague Lions         | Est        | 1  | 11 | 08,3 | 1–7            | –283 | 01D   |

### Phase finale
Les matchs du tour de wildcard seront joués les 31 août et 1er septembre, les demi-finales les 7 et 8 septembre et la finale le 22 septembre 2024 à Gelsenkirchen en Allemagne.
|  | Wild Card                                                            | Wild Card                                             |                                                       |                                                       | ½ finales                                           | ½ finales                                           |  |  | Finale ELF                                                  | Finale ELF                                                  |
|  | Wild Card                                                            | Wild Card                                             |                                                       |                                                       | ½ finales                                           | ½ finales                                           |  |  | Finale ELF                                                  | Finale ELF                                                  |
|  |                                                                      |                                                       |                                                       |                                                       |                                                     |                                                     |  |  |                                                             |                                                             |
|  | 31 août 2024, Stade du Hainaut, Valenciennes, France.                | 31 août 2024, Stade du Hainaut, Valenciennes, France. |                                                       |                                                       | 7 septembre 2024, Generali Arena, Vienne, Autriche. | 7 septembre 2024, Generali Arena, Vienne, Autriche. |  |  | 22 septembre 2024, Veltins-Arena, Gelsenkirchen, Allemagne. | 22 septembre 2024, Veltins-Arena, Gelsenkirchen, Allemagne. |
|  | 31 août 2024, Stade du Hainaut, Valenciennes, France.                | 31 août 2024, Stade du Hainaut, Valenciennes, France. |                                                       |                                                       | 7 septembre 2024, Generali Arena, Vienne, Autriche. | 7 septembre 2024, Generali Arena, Vienne, Autriche. |  |  | 22 septembre 2024, Veltins-Arena, Gelsenkirchen, Allemagne. | 22 septembre 2024, Veltins-Arena, Gelsenkirchen, Allemagne. |
|  | 31 août 2024, Stade du Hainaut, Valenciennes, France.                | 31 août 2024, Stade du Hainaut, Valenciennes, France. | #1 Vienna Vikings                                     | 47                                                    |                                                     |                                                     |  |  | 22 septembre 2024, Veltins-Arena, Gelsenkirchen, Allemagne. | 22 septembre 2024, Veltins-Arena, Gelsenkirchen, Allemagne. |
|  | #4 Paris Musketeers                                                  | 40                                                    | #1 Vienna Vikings                                     | 47                                                    |                                                     |                                                     |  |  | 22 septembre 2024, Veltins-Arena, Gelsenkirchen, Allemagne. | 22 septembre 2024, Veltins-Arena, Gelsenkirchen, Allemagne. |
|  | #4 Paris Musketeers                                                  | 40                                                    | #4 Paris Musketeers                                   | 31                                                    |                                                     |                                                     |  |  | 22 septembre 2024, Veltins-Arena, Gelsenkirchen, Allemagne. | 22 septembre 2024, Veltins-Arena, Gelsenkirchen, Allemagne. |
|  | #5 Munich Ravens                                                     | 37                                                    | #4 Paris Musketeers                                   | 31                                                    |                                                     |                                                     |  |  | 22 septembre 2024, Veltins-Arena, Gelsenkirchen, Allemagne. | 22 septembre 2024, Veltins-Arena, Gelsenkirchen, Allemagne. |
|  | #5 Munich Ravens                                                     | 37                                                    | 8 septembre 2024, Gazi-Stadion, Stuttgart, Allemagne. | 8 septembre 2024, Gazi-Stadion, Stuttgart, Allemagne. | #1 Vienna Vikings                                   | 20                                                  |  |  |                                                             |                                                             |
|  | 1er septembre 2024, Schauinsland-Reisen-Arena, Duisbourg, Allemagne. |                                                       | 8 septembre 2024, Gazi-Stadion, Stuttgart, Allemagne. | 8 septembre 2024, Gazi-Stadion, Stuttgart, Allemagne. | #1 Vienna Vikings                                   | 20                                                  |  |  |                                                             |                                                             |
|  |                                                                      | #3 Rhein Fire                                         | 8 septembre 2024, Gazi-Stadion, Stuttgart, Allemagne. | 8 septembre 2024, Gazi-Stadion, Stuttgart, Allemagne. | 51                                                  |                                                     |  |  |                                                             |                                                             |
|  | #3 Rhein Fire                                                        | #3 Rhein Fire                                         | 8 septembre 2024, Gazi-Stadion, Stuttgart, Allemagne. | 8 septembre 2024, Gazi-Stadion, Stuttgart, Allemagne. | 51                                                  | 40                                                  |  |  |                                                             |                                                             |
|  | #3 Rhein Fire                                                        | #3 Rhein Fire                                         | 29                                                    |                                                       |                                                     | 40                                                  |  |  |                                                             |                                                             |
|  | #6 Madrid Bravos                                                     | #3 Rhein Fire                                         | 29                                                    | 10                                                    |                                                     |                                                     |  |  |                                                             |                                                             |
|  | #6 Madrid Bravos                                                     | #2 Stuttgart Surge                                    | 23                                                    | 10                                                    |                                                     |                                                     |  |  |                                                             |                                                             |
|  |                                                                      | #2 Stuttgart Surge                                    | 23                                                    |                                                       |                                                     |                                                     |  |  |                                                             |                                                             |

## Récompenses individuelles

### MVP de la semaine
| S. | Joueur               | Poste | Équipe               | Statistiques                                                                                               | Réf. |
| -- | -------------------- | ----- | -------------------- | --- | ---- |
| 1  | Steven Duncan        | QB    | Wrocław Panthers     | 29 passes pour 230 yards et 5 TDs ; 2 courses pour 2 yards et 1 TD                                         | 1    |
| 2  | Austin Mitchell      | WR    | Paris Musketeers     | 9 réceptions pour 152 yards et 4 TDs ; 24 yards retournés                                                  | 2    |
| 3  | William Patterson    | WR    | Bravos de Madrid     | 6 réceptions pour 110 yards ; 8 courses pour 6 yards ; 1 passe pour 13 yards et 1 INT ; 31 yards retournés | 3    |
| 4  | Jakob Neugebauer     | WR    | Hamburg Sea Devils   | 13 réceptions pour 234 yards et 2 TDs ; 1 plaquage                                                         | 4    |
| 5  | Glen Toonga          | RB    | Rhein Fire           | 27 courses pour 175 yards et 3 TDs ; 1 plaquage                                                            | 5    |
| 6  | Tobias Bonatti       | RB    | Raiders Tirol        | 23 courses pour 196 yards et 3 TDs                                                                         | 6    |
| 7  | Zach Edwards         | QB    | Paris Musketeers     | 20 passes pour 213 yards et 3 TDs ; 10 courses pour 47 yards et 2 TD                                       | 7    |
| 8  | Carlton Aiken Jr.    | QB    | Helvetic Mercenaries | 29 passes pour 439 yards, 4 TDs et 2 INTs ; 8 courses pour 85 yards et 1 TD ; 1 réception pour 14 yards    | 8    |
| 9  | Hugo Klages          | DT    | Rhein Fire           | 5 plaquages, 3 sacks et 1 passe déviée                                                                     | 9    |
| 10 | Malik Stanley        | WR    | Munich Ravens        | 7 réceptions pour 136 yards et 4 TDs                                                                       | 10   |
| 11 | Carlos Hill          | WR    | Cologne Centurions   | 16 réceptions pour 205 yards et 2 TDs ; 1 passe pour 2 yards ; 90 yards retournés                          | 11   |
| 12 | Alexandar Borković   | DB    | Prague Lions         | 10 plaquages, 1 sack et 1 interception                                                                     | 12   |
| 13 | Glen Toonga          | RB    | Rhein Fire           | 28 courses pour 144 yards et 4 TDs ; 1 passe pour 3 yards ; 2 réceptions pour 26 yards                     | 13   |
| 14 | Juan Flores-Calderon | WR    | Milano Seamen        | 8 réceptions pour 284 yards et 4 TDs                                                                       | 14   |
| WC | Harlan Kwofie        | WR    | Rhein Fire           | 10 réceptions pour 216 yards et 4 TDs                                                                      | 15   |
| SF |                      |       |                      | |      |
| CG |                      |       |                      | |      |

## Médias
Une sélection de matchs est disponible gratuitement en télévision dans la plupart des pays possédant une équipe ELF. Pour les marchés autrichien et allemand, le principal partenaire de diffusion de la ligue est ProSiebenSat.1 Media. En Allemagne, ProSieben Maxx et son service de streaming en ligne « ran.de » diffusent les matchs le samedi et le dimanche. Tous les matchs sont également disponibles dans le monde entier sur ELF Gamepass.
| Région(s)                  | Télévision(s)                               |
| -------------------------- | ------------------------------------------- |
| International              | ELF Gamepass                                |
| Allemagne Autriche Suisses | ProSieben Maxx ranSport More Than Sports TV |
| France                     | beIN Sports                                 |